# 毛紹元
毛紹元（1484年—？），字仲仁，號西泉，浙江紹興府餘姚縣人，明朝政治人物。

## 生平
正德二年（1507年）丁卯科浙江鄉試第四十名舉人。正德十二年（1517年）中式丁丑科會試第二百五十七名，登第二甲第三十二名進士。兵部观政，歷刑部主事、刑部员外郎、郎中，嘉靖二年（1523年）九月陞湖廣按察司僉事。改四川，升江西參議、雲南副使，官至貴州參政。

## 家族
曾祖毛傑，進士 贈刑部主事；祖父毛憲，按察司副使；父毛純，母李氏。重庆下。弟茂元、景元、宗元、卿元。